# Lê Quang Đạo (sĩ quan sinh 1971)
Lê Quang Đạo (sinh năm 1971) là một sĩ quan cấp cao Quân đội Nhân dân Việt Nam, quân hàm Trung tướng, hiện là Phó Bí thư Đảng ủy, Tư lệnh Cảnh sát biển Việt Nam, Ủy viên Ủy ban Quốc phòng và An ninh Quốc hội Việt Nam, Đại biểu Quốc hội Việt Nam khóa XV.

## Thân thế
Ông sinh ngày 23/3/1971 , Ngày vào Đảng 04/4/1993
Quê quán ở Thôn Lỗi Sơn, xã Gia Phong, hyện Gia Viễn, tỉnh Ninh Bình.
Cha ông là cụ Lê Anh Phời là một nhà giáo mẫu mực, có uy tín tại địa phương.

## Binh nghiệp
Tháng 3 năm 1989, ông lên đường nhập ngũ là chiến sĩ của Bộ đội biên phòng tỉnh Hà Nam Ninh,
Tháng 9 năm 1990, Học viên Trường Đại học Biên Phòng (nay là Học viện Biên Phòng).
Tháng 9 năm 1993, ông đặt chân lên biên giới Lạng Sơn, đánh dấu điểm khởi đầu cho quãng thời gian 27 năm liên tục công tác ở tuyến Biên phòng Lạng Sơn. Khi đó ông là Đội trưởng Đội công tác Biên phòng của Đồn Biên phòng Thanh Lòa, Bộ Chỉ huy Biên phòng tỉnh Lạng Sơn.
Tháng 1 năm 1995, ông đảm nhiệm Phó Trạm trưởng Trạm Cốc Nam thuộc Đồn Biên phòng Tân Thanh, Bộ Chỉ huy Bộ đội Biên phòng tỉnh Lạng Sơn.
Tháng 12 năm 1999, Học viên Trường Đại học Biên Phòng (nay là Học viện Biên Phòng).
Tháng 6 năm 2001, Trợ lý Tác chiến Phòng Tham mưu, Bộ Chỉ huy Biên phòng tỉnh Lạng Sơn.
Tháng 9 năm 2004, Phó Chỉ huy trưởng Đồn Biên phòng Cửa khẩu quốc tế Hữu Nghị kiêm Trạm trưởng Trạm kiểm soát Biên phòng Cửa khẩu Quốc tế Hữu Nghị.
Tháng 7 năm 2008, ông được bổ nhiệm giữ chức Đồn trưởng Đồn Biên phòng Cửa khẩu Tân Thanh, Bộ Chỉ huy Bộ đội Biên phòng tỉnh Lạng Sơn.
Tháng 4 năm 2011, ông giữ chức Phó Tham mưu trưởng Bộ Chỉ huy Bộ đội Biên phòng tỉnh Lạng Sơn.
Tháng 11 năm 2011, Tham mưu trưởng Bộ Chỉ huy Bộ đội Biên phòng tỉnh Lạng Sơn.
Tháng 2 - Tháng 7 năm 2012, Học viên Học viện Lục Quân.
Tháng 8 năm 2016, Phó Chỉ huy trưởng Bộ Chỉ huy Bộ đội Biên phòng tỉnh Lạng Sơn.
Tháng 3 - Tháng 12 năm 2018, Học viên Học viện Quốc Phòng.
Ngày 27 tháng 8 năm 2018, tại Bộ Chỉ huy Bộ đội Biên phòng tỉnh Lạng Sơn diễn ra Hội nghị triển khai công tác cán bộ. Theo đó, Bộ Quốc phòng quyết định: Đại tá Lê Quang Đạo - Phó Chỉ huy trưởng Bộ Chỉ huy Bộ đôi Biên phòng tỉnh Lạng Sơn được bổ nhiệm chức vụ Chỉ huy trưởng Bộ đội Biên phòng tỉnh thay cho Đại tá Trịnh Quốc Huy - Chỉ huy trưởng được nghỉ hưu theo chế độ.
Tháng 1 năm 2020, ông được bổ nhiệm giữ chức Phó Tham mưu trưởng Bộ đội Biên phòng Việt Nam.
Ngày 06 tháng 8 năm 2020, tại Đại hội Đại biểu Đảng bộ Bộ đội Biên phòng Việt Nam lần thứ XV nhiệm kỳ 2020 - 2025, ông trúng cử vào Ban Chấp hành Đảng bộ Bộ đội Biên phòng Việt Nam và được bầu làm Ủy viên Ban Thường vụ Đảng ủy Bộ đội Biên phòng Việt Nam nhiệm kỳ 2020 - 2025.
Ngày 11 tháng 9 năm 2020, tại Quyết định 1398/QĐ-TTg Thủ tướng Chính phủ bổ nhiệm đồng chí Đại tá Lê Quang Đạo giữ chức Phó Tư lệnh kiêm Tham mưu trưởng Bộ đội Biên phòng, Bộ Quốc phòng.
Đồng thời sau đó, ông được Chủ tịch nước Nguyễn Phú Trọng quyết định thăng quân hàm Thiếu tướng.
Ngày 23 tháng 9 năm 2020, tại Hà Nội, Đảng ủy Bộ Tư lệnh Bộ đội Biên phòng tổ chức Hội nghị bàn giao chức trách, nhiệm vụ Phó Tư lệnh kiêm Tham mưu trưởng Bộ đội Biên phòng. Theo quyết định của Thủ tướng Chính phủ, Thiếu tướng Lê Đức Thái được bổ nhiệm giữ chức Tư lệnh Bộ đội Biên phòng và bàn giao chức trách, nhiệm vụ Tham mưu trưởng Bộ đội Biên phòng cho Thiếu tướng Lê Quang Đạo, Phó Tư lệnh kiêm Tham mưu trưởng Bộ đội Biên phòng.
Ngày 23 tháng 10 năm 2021, ông được Thủ tướng Chính phủ Phạm Minh Chính bổ nhiệm giữ chức Phó Bí thư Đảng ủy, Tư lệnh Cảnh sát biển Việt Nam thay Trung tướng Nguyễn Văn Sơn bị kỷ luật cách chức.
Ngày 20 tháng 9 năm 2024, ông được Chủ tịch nước Tô Lâm thăng quân hàm Trung tướng.

## Lịch sử thụ phong quân hàm
| Năm thụ phong | 2021        | 2024        |
| ------------- | ----------- | ----------- |
| Quân hàm      |             |             |
| Cấp bậc       | Thiếu tướng | Trung tướng |